# Eriçó sud-africà
L'eriçó sud-africà (Atelerix frontalis) és una espècie d'eriçó del gènere Atelerix. Viu a Angola, Botswana, Lesotho, Namíbia, Sud-àfrica i Zimbàbue.